# Siddeskråning
En siddeskråning eller gradinpladser (fra fransk gradin betyd. "tilskuerpladser"), er en rund tilskuertribune i et teater, cirkus, koncertsal eller stadion. Siddeskråninger benyttes ligeledes til udendørskoncerter.
Tilskuertribunen omslutter manegen eller scenen i form af en rampe eller trappe, der stiger udad og danner en halv-, en trefjerdedel- eller en helcirkel. Amfiteatre har ofte en såkaldt theatron, der består af siddeskråninger.